# Näshulta
Näshulta is een plaats in de gemeente Eskilstuna in het landschap Södermanland en de provincie Södermanlands län in Zweden. De plaats heeft 69 inwoners (2005) en een oppervlakte van 47 hectare.